# Отдалённое сельское поселение
Отдалённое сельское поселение — муниципальное образование в Апшеронском районе Краснодарского края России.
В рамках административно-территориального устройства Краснодарского края ему соответствует Новорежетский сельский округ.
Административный центр — посёлок Отдалённый.

## Население
| 2010 | 2012 | 2013 | 2014 | 2015 | 2016 | 2017 |
| ---- | ---- | ---- | ---- | ---- | ---- | ---- |
| 735  | ↘734 | ↘721 | ↘719 | →719 | ↘718 | ↗725 |
| 2018 | 2019 | 2020 | 2021 | 2023 |      |      |
| ↘720 | ↗723 | ↗727 | ↘713 | ↘710 |      |      |

## Населённые пункты
В состав сельского поселения (сельского округа) входят 5 населённых пунктов:
| № | Населённый пункт | Тип населённого пункта | Население (чел.) |
| - | ---------------- | ---------------------- | ---------------- |
| 1 | Верхние Тубы     | хутор                  | ↘60              |
| 2 | Новый Режет      | посёлок                | ↘81              |
| 3 | Отдалённый       | посёлок                | ↗450             |
| 4 | Режет            | посёлок                | ↘7               |
| 5 | Тубы             | село                   | ↘137             |

## История
Поселение образовано в 2005 году в границах Новорежетского сельского округа (ранее — сельсовета).